# 시민 단체
시민 단체(市民團體)는 시민들이 자신들의 권리 향상, 생활 향상 등 공공선을 위해 단결하여 운동을 일으키거나 사회의 상층부 등에 호소함으로써 사회에 시민들로서 영향력들을 행사하겠다는 뜻과 의미로서 자체적으로 구성한 단체이다. 특정한 사회 개혁 이슈를 내세워 활동하는 단체로 시민사회단체(市民社會團體)라고도 불린다. 예를 들어 시민 단체 <사교육 걱정없는 세상>은 과도한 입시 사교육이 시민에게 주는 고통을 줄이기 위해 활동한다.
어떤 면에서 비정부 기구(NGO), 비영리 단체(NPO)와도 겹치는 점이 있지만 거버넌스가 붕괴된 아프리카나 전쟁 지역 같은 곳에서의 구호를 주 목적으로 하는 NGO와는 분명 다르다. 정부 기능이 상실된 아프리카 등에서 구호 활동을 하는 NGO <월드비전>과 자국 정부 및 각종 이해관계자들을 상대로 권리주장을 펼치는 시민 단체 <사교육 걱정없는 세상>을 비교해보면 그 차이를 알 수 있다.
시민 단체를 NGO라 부르는 것은 대한민국만의 잘못된 관행으로 시민 단체는 NGO보다는 압력 단체와 개념상 더 가깝다고 할수 있겠다.

## 대한민국의 시민 단체
대한민국의 시민단체는 경제, 노동, 인권, 종교, 환경, 교육, 소비자, 여성, 평화, 정보화 등의 사회 영역에 걸쳐 활동하고 있으며, 2009년 여론조사기관 리얼미터의 신뢰도 조사에서 응답자 10명 중 4명꼴인 42.3%의 지지를 얻어 2위 종교단체(7.6%)와 35% 차이로 1위를 차지하였다.
인권
- 인권운동사랑방, 청소년인권행동 아수나로

여성
- 한국여성의전화, 한국여성민우회, 한국여성단체연합

아동
- 아동학대방지시민모임

정치
- 참여연대, 함께하는 시민행동

경제
- 경제정의실천시민연합

환경
- 환경운동연합, 녹색연합

교육
- 프로젝트 위기

정보화
- 정보화사회실천연합

문화
- 사)한지산업기술발전진흥회,
- 문화시민운동중앙협의회, 문화연대, 언론개혁시민연대

풀뿌리
- 익산희망연대, 열린사회시민연합

## 같이 보기
- 시민 사회
- 압력 단체